# Angus Gunn
Angus Fraser James Gunn (* 22. Januar 1996 in Norwich) ist ein schottisch-englischer Fußballtorhüter. Er steht seit August 2025 bei Nottingham Forest unter Vertrag und ist schottischer Nationaltorhüter.

## Karriere

### Vereine
Angus Gunn, Sohn des aus Schottland stammenden ehemaligen Fußballtorhüters Bryan Gunn und der englischen Künstlerin Susan Gunn, begann mit dem Fußballspielen bei Norwich City, ehe er 2011 in die Nachwuchsakademie von Manchester City wechselte. Für den Wechsel bezahlte der Verein nach einer Verbandsentscheidung eine Summe von 250.000 Pfund. Im Juni erhielt er einen Profivertrag mit einer dreijährigen Laufzeit und gehörte während der Saison 2016/17 mehrmals zum Kader, kam allerdings nicht zum Einsatz. Im Sommer 2017 kehrte Gunn leihweise zu Norwich City in die Football League Championship zurück und absolvierte am ersten Spieltag im Auswärtsspiel gegen den FC Fulham sein erstes Spiel im Profibereich. Er erarbeitete sich in seiner Geburtsstadt einen Stammplatz und kam in sämtlichen Punktspielen zum Einsatz. Zum Ende der Saison wurde Gunn von den Fans des Vereins zum Spieler der Saison gewählt.
Im Sommer 2018 verließ Gunn endgültig Manchester City und schloss sich für eine Ablösesumme von 13,5 Millionen Pfund dem FC Southampton an, bei dem er einen Fünfjahresvertrag unterschrieb.
Im Oktober 2020 schloss sich Gunn aus Leihbasis bis zum Ende der Saison 2020/21 dem Zweitligisten Stoke City an, um dort den Abgang von Jack Butland zu kompensieren. Kurz darauf wechselte er fest zum erneuten Erstligaaufsteiger und Ex-Klub aus Norwich.
Im August 2025 wechselte er zu Nottingham Forest.

### Nationalmannschaft
Gunn absolvierte vier Partien für die englische U16-Nationalmannschaft, sechs für die U17, vier für die U19-Nationalelf und zwei für die U20-Nationalmannschaft. Mit der englischen U21-Nationalelf nahm er an der U21-Europameisterschaft 2017 in Polen teil, kam allerdings zu keinem Einsatz. Im November 2017 wurde Angus Gunn für das Freundschaftsspiel im Wembley-Stadion in London gegen Brasilien erstmals in den Kader der englischen A-Nationalmannschaft eingeladen. Im März 2018 erhielt er eine Anfrage der schottischen Nationalmannschaft, entschied sich allerdings für eine Karriere in der englischen Nationalelf und reiste vor der Weltmeisterschaft 2018 in Russland zum Trainingslager der englischen Mannschaft.
Im Jahr 2023 entschied sich Gunn für Schottland zu spielen. Er wurde im März 2023 für die Qualifikationsspiele zur Europameisterschaft 2024 in deren Kader berufen und gab sein Debüt am 25. März 2023 gegen Zypern im Hampden Park und blieb beim 3:0-Sieg ohne Gegentor. Auch bei seinem zweiten Einsatz, drei Tage später gegen Spanien konnte er beim 2:0-Sieg das Tor „sauber halten“.